# دوري البلطيق لكرة السلة 2015–16
دوري البلطيق لكرة السلة 2015–16 هو الموسم 12 من  دوري البلطيق لكرة السلة. أشرف على تنظيمه اتحاد الدوريات الأوروبية لكرة السلة ‏، وكان عدد الأندية المشاركة فيه  17، وفاز فيه شياولياي.